# Saint-Jean-d'Hermine
Saint-Jean-d'Hermine è un comune francese di 3.593 abitanti situato nel dipartimento della Vandea nella regione dei Paesi della Loira. È stato istituito il 1 gennaio 2025 dalla fusione dei precedenti comuni di Sainte-Hermine e Saint-Jean-de-Beugné.